# Luxemburgo nos Jogos Olímpicos de Verão de 2016
Luxemburgo, representado pelo Comitê Olímpico de Luxemburgo, participará dos Jogos Olímpicos de Verão de 2016, no Rio de Janeiro. Participará com 10 atletas em 5 desportos, o atletismo, a natação, o ciclismo, o tênis e o tênis de mesa.
Legenda
| Recorde mundial      | Recorde mundial (World record)               |                       | Recorde africano                      | Recorde africano (African) |                                           | Q | Classificado por posição (Qualified) |
| Recorde olímpico     | Recorde olímpico (Olympic record)            | Recorde da América    | Recorde da América (Americas)         | q                          | Classificado por melhor tempo (Qualified) |   |                                      |
| Melhor marca do ano  | Melhor marca do ano (World leading)          | Recorde asiático      | Recorde asiático (Asian)              | DNS                        | Não largou (Did not start)                |   |                                      |
| Recorde nacional     | Recorde nacional (National record)           | Recorde europeu       | Recorde europeu (European)            | DNF                        | Não terminou (Did not finish)             |   |                                      |
| Recorde pessoal      | Recorde pessoal do atleta (Personal best)    | Recorde da Oceania    | Recorde da Oceania (Oceania)          | DSQ / DQ                   | Desclassificado (Disqualified)            |   |                                      |
| Recorde da temporada | Recorde da temporada do atleta (Season best) | Recorde sul-americano | Recorde sul-americano (South America) | NM                         | Sem marca (No mark)                       |   |                                      |

## Atletismo

### Masculino
| Atleta          | Evento | Fase preliminar | Fase preliminar | Semifinal | Semifinal | Final     | Final   |
| Atleta          | Evento | Resultado       | Posição         | Resultado | Posição   | Resultado | Posição |
| --------------- | ------ | --------------- | --------------- | --------- | --------- | --------- | ------- |
| Charles Grethen | 800 m  |                 |                 |           |           |           |         |

### Feminino
| Atleta           | Evento | Fase preliminar | Fase preliminar | Semifinal | Semifinal | Final     | Final   |
| Atleta           | Evento | Resultado       | Posição         | Resultado | Posição   | Resultado | Posição |
| ---------------- | ------ | --------------- | --------------- | --------- | --------- | --------- | ------- |
| Charline Mathias | 800 m  | 2:09,30         | 58              |           |           |           |         |

## Ciclismo

### Estrada
| Atleta            | Evento                         | Tempo        | Posição      |
| ----------------- | ------------------------------ | ------------ | ------------ |
| Fränk Schleck     | Masculino - corrida de estrada | 6:13:36      | 20           |
| Chantal Hoffmann  | Feminino - corrida de estrada  | Não terminou | Não terminou |
| Christine Majerus | Feminino - corrida de estrada  | 3:56:34      | 18           |
| Christine Majerus | Contrarrelógio feminino        | 48:16,17     | 22           |

## Natação

### Masculino
| Atleta              | Evento            | Fase preliminar | Fase preliminar | Semifinal   | Semifinal   | Final       | Final       |
| Atleta              | Evento            | Tempo           | Posição         | Tempo       | Posição     | Tempo       | Posição     |
| ------------------- | ----------------- | --------------- | --------------- | ----------- | ----------- | ----------- | ----------- |
| Laurent Carnol      | 100 m nado peito  | 1:00.88         | 27              | Não avançou | Não avançou | Não avançou | Não avançou |
| Laurent Carnol      | 200 m nado peito  | 2:11.94         | 21              | Não avançou | Não avançou | Não avançou | Não avançou |
| Raphaël Stacchiotti | 100 m nado livre  | 50.79           | 47              | Não avançou | Não avançou | Não avançou | Não avançou |
| Raphaël Stacchiotti | 200 m nado medley |                 |                 |             |             |             |             |
| Raphaël Stacchiotti | 400 m nado medley | 4:20.37         | 23              | —           | —           | Não avançou | Não avançou |

### Feminino
| Atleta       | Evento           | Fase preliminar | Fase preliminar | Semifinal | Semifinal | Final | Final   |
| Atleta       | Evento           | Tempo           | Posição         | Tempo     | Posição   | Tempo | Posição |
| ------------ | ---------------- | --------------- | --------------- | --------- | --------- | ----- | ------- |
| Julie Meynen | 50 m nado livre  |                 |                 |           |           |       |         |
| Julie Meynen | 100 m nado livre |                 |                 |           |           |       |         |

## Tênis
| Athletei      | Evento    | 64 avos de final                    | 32 avos de final      | 16 avos de final     | Quartas de final     | Semifinais           | Final / MB           | Final / MB |
| Athletei      | Evento    | Adversário Resultado                | Adversário Resultado  | Adversário Resultado | Adversário Resultado | Adversário Resultado | Adversário Resultado | Posição    |
| ------------- | --------- | ----------------------------------- | --------------------- | -------------------- | -------------------- | -------------------- | -------------------- | ---------- |
| Gilles Müller | Masculino | POL Janowicz W 7–5, 1–6, 7–6(12–10) | FRA Tsonga W 6–4, 6–3 | ESP Bautista Agut 0  |                      |                      |                      |            |

## Tênis de Mesa
| Atleta     | Evento   | Preliminares         | Ronda 1              | Ronda 2              | Ronda 3              | 16 avos de final     | Quartas de final     | Semifinais           | Final / MB           | Final / MB  |
| Atleta     | Evento   | Adversário Resultado | Adversário Resultado | Adversário Resultado | Adversário Resultado | Adversário Resultado | Adversário Resultado | Adversário Resultado | Adversário Resultado | Posição     |
| ---------- | -------- | -------------------- | -------------------- | -------------------- | -------------------- | -------------------- | -------------------- | -------------------- | -------------------- | ----------- |
| Ni Xialian | Feminino | Bye                  | BRA Kumahara W 4–3   | ESP Shen Yf W 4–3    | SIN Feng Tw L 2–4    | Não avançou          | Não avançou          | Não avançou          | Não avançou          | Não avançou |